# Topolovac (ort)
Topolovac är en ort i Kroatien.   Den ligger i länet Moslavina, i den östra delen av landet, 50 km sydost om huvudstaden Zagreb. Topolovac ligger 97 meter över havet och antalet invånare är 965.
Terrängen runt Topolovac är platt. Runt Topolovac är det ganska glesbefolkat, med 22 invånare per kvadratkilometer. Närmaste större samhälle är Sisak, 4,5 km väster om Topolovac. Trakten runt Topolovac består till största delen av jordbruksmark.